# Pietroasele
Pietroasele község Romániában, a Havasalföldön, Buzău megyében.

## Fekvése
Bodzavásártól délnyugatra fekvő település.

## Története
A szőlőhegyekkel körülvett faluban szőlészeti kutatóállomás működik.
A település közelében találhatók az időszámítás utáni 2. századi római katonai tábor romjai.
A közelben fekvő Malu Sapatban pedig 1838-ban került napvilágra a Fiastyúk elnevezésű vizigót kincslelet, mely az i. sz. 4. századból való. 12 darabból áll és összesen 18,79 kg súlyú volt.

## Lakossága
| Nemzetiségek | 2002 | 2002   |
| ------------ | ---- | ------ |
| Románok      | 3655 | 97,46% |
| Romák        | 95   | 2,53%  |
| Összesen     | 3750 | 100,0% |